# Rebeka Dremelj

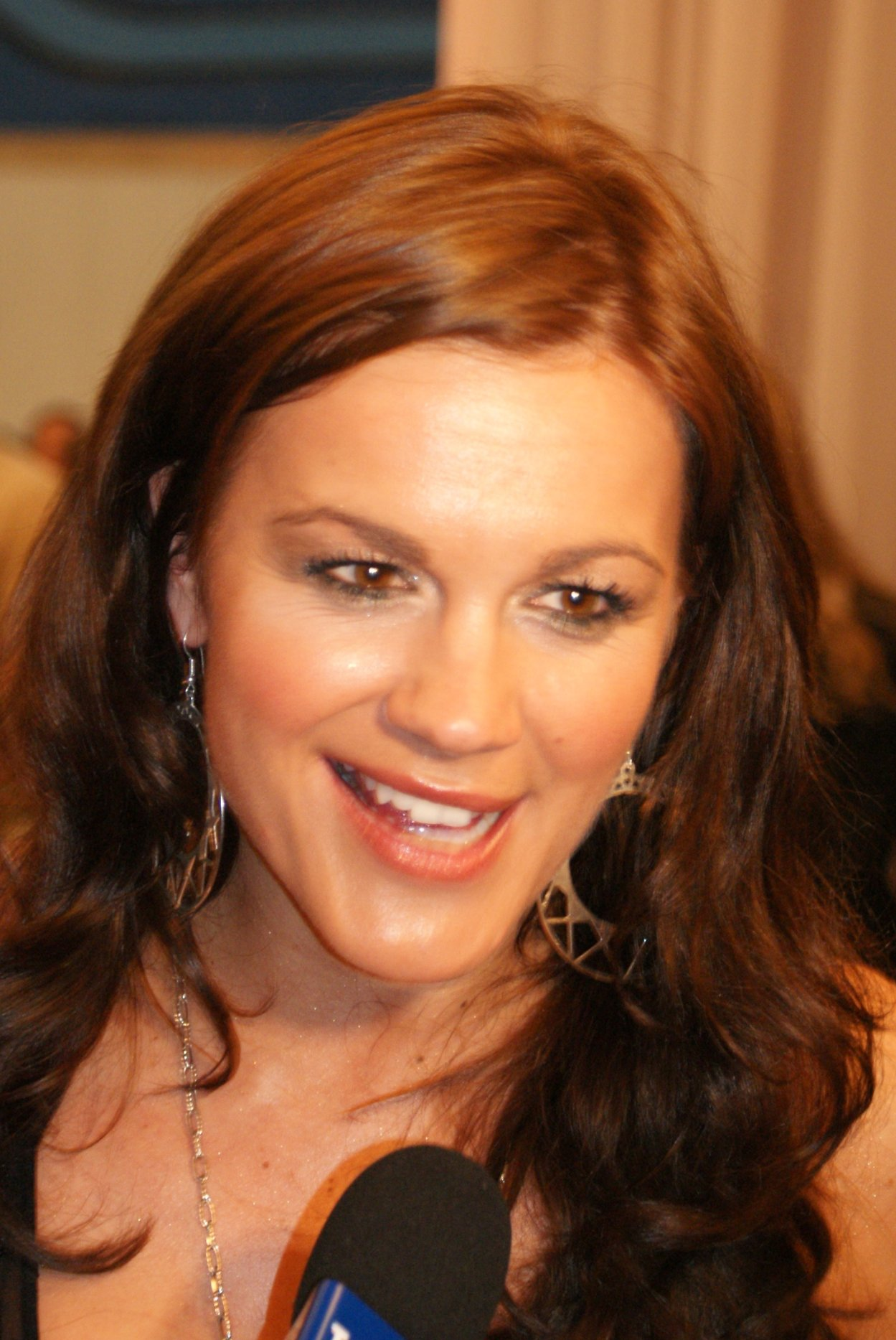
Rebeka Dremelj (2008)

Rebeka Dremelj (* 25. Juli 1980 in Brežice) ist eine slowenische Sängerin, Fotomodell, Modeschöpferin, Schauspielerin und Fernsehmoderatorin.

## Leben
Schon als junge Frau vertrat Rebeka Dremelj ihr Land – im Jahr 2001 als Miss Slowenien im Wettbewerb um die Miss World. Das wurde sie zwar nicht, führte jedoch zu einem Schallplattenvertrag mit Sony Records. Nebenbei begann sie eine eigene Modekollektion aufzubauen, speziell für Damenunterwäsche unter der Marke Rebeka’s Dream. Etwas später bekam sie eine Rolle in dem erfolgreichen, slowenischen Film „Na svoji Vesni“, der zu weiteren Engagements führte. Durch Rollen in Fernsehserien und als Moderatorin von Fernsehshows wurde sie in Slowenien (und im ehemaligen Jugoslawien) landesweit bekannt.

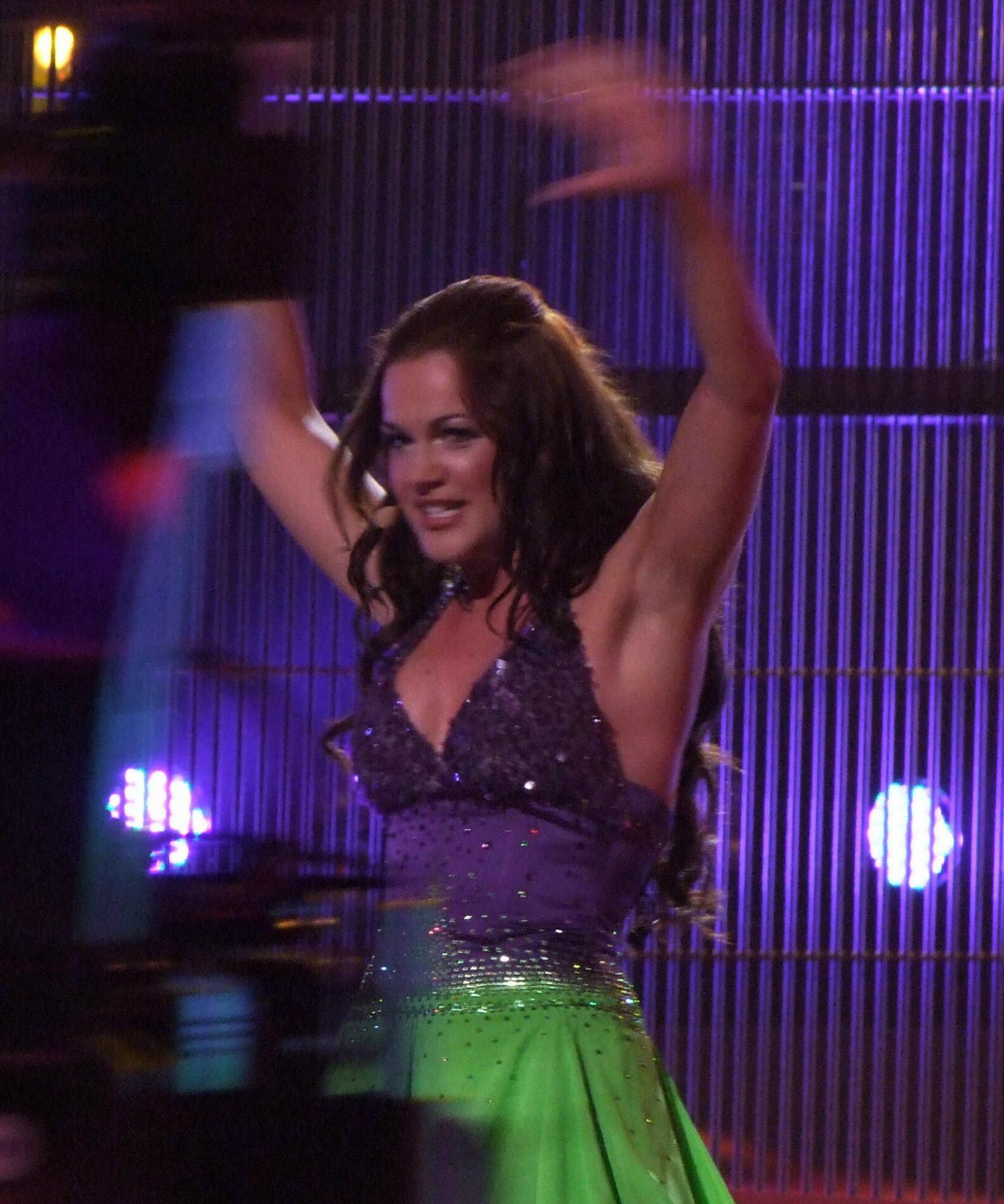
Rebeka Dremelj in Belgrad, Mai 2008

Rebeka Dremelj ist mit dem serbischen Komponisten, Sänger und Fernsehmoderator Željko Joksimović gut bekannt und interpretierte einige seiner Lieder. Als Vertreterin Sloweniens wurde sie mit dem Lied Vrag naj vzame (Zum Teufel damit) zum Eurovision Song Contest 2008 nach Belgrad, Serbien entsandt, überstand jedoch nicht das Halbfinale.

## Diskografie

### Singles (Auswahl)
- Ko ugasnejo luci
- Prvi korak
- Nisem kriva
- Ne ustavi se
- Ne boš se igral
- Pojdi z menoj
- To je prava noc
- Daj mi daj
- Slovenski superboy
- Vrag naj vzame (Original) / Heavy weather (englisch) / Kao stranci (serbisch)
- Petek 13.
- Soncno dekle
- Ribica

### Alben
- Prvi korak
- To sem jaz
- Pojdi z menoj